# Jurij Nikolski
Jurij Siergiejewicz Nikolski (ros. Юрий Сергеевич Никольский; ur. 21 listopada?/3 grudnia 1895 w Moskwie, zm. 9 maja 1962 tamże) – radziecki kompozytor muzyki filmowej oraz dyrygent.

## Muzyka filmowa
- 1937 — Гаврош
- 1938 — Друзья из табора
- 1939 — Советские патриоты
- 1940 — Медвежонок
- 1940 — Сын джигита
- 1944 — Skradzione słońce (Краденое солнце)
- 1944 — Синдбад-мореход
- 1945 — Зимняя сказка
- 1948 — Szara szyjka (Серая Шейка)
- 1949 — Gęsi Baby-Jagi (Гуси-лебеди)
- 1949 — Kukułka i szpak (Кукушка и скворец)
- 1949 — Opowieść starego dębu (Сказка старого дуба)
- 1949 — Obcy głos (Чужой голос)
- 1950 — Крепыш
- 1951 — Bajka o królewnie i siedmiu rycerzach (Сказка о мёртвой царевне и о семи богатырях)
- 1954 — Opowieść o polnych kurkach (Оранжевое горлышко)
- 1954 — Wszystkie drogi prowadzą do bajki (Стрела улетает в сказку)
- 1955 — Юля-капризуля
- 1957 — W pewnym królestwie (В некотором царстве)
- 1958 — Лиса и волк
- 1958 — Три медведя
- 1959 — Новогоднее путешествие